# 마서스비니어드

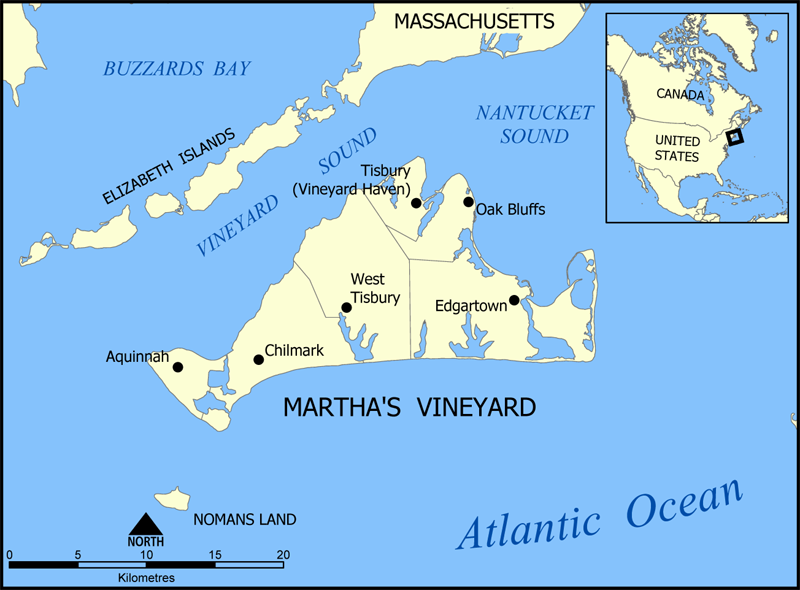
마서스비니어드

마서스비니어드(Martha's Vineyard)는 미국 매사추세츠주 듀크스 군에 속하는 면적 231.75 km2의 섬이다.
북쪽 위로는 코드 곶이 있으며 동편 오른쪽에는 낸터킷 섬이 있다.

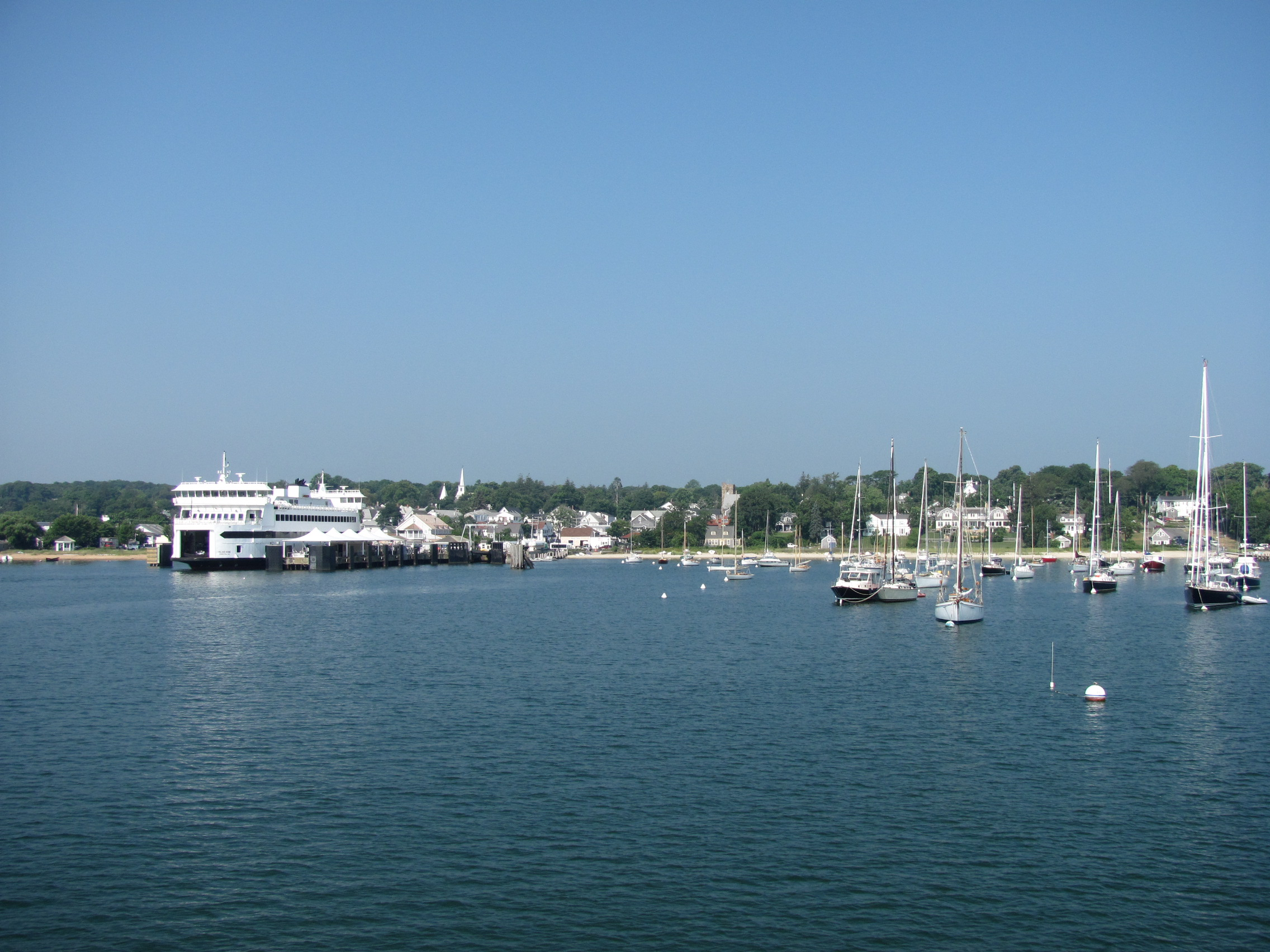
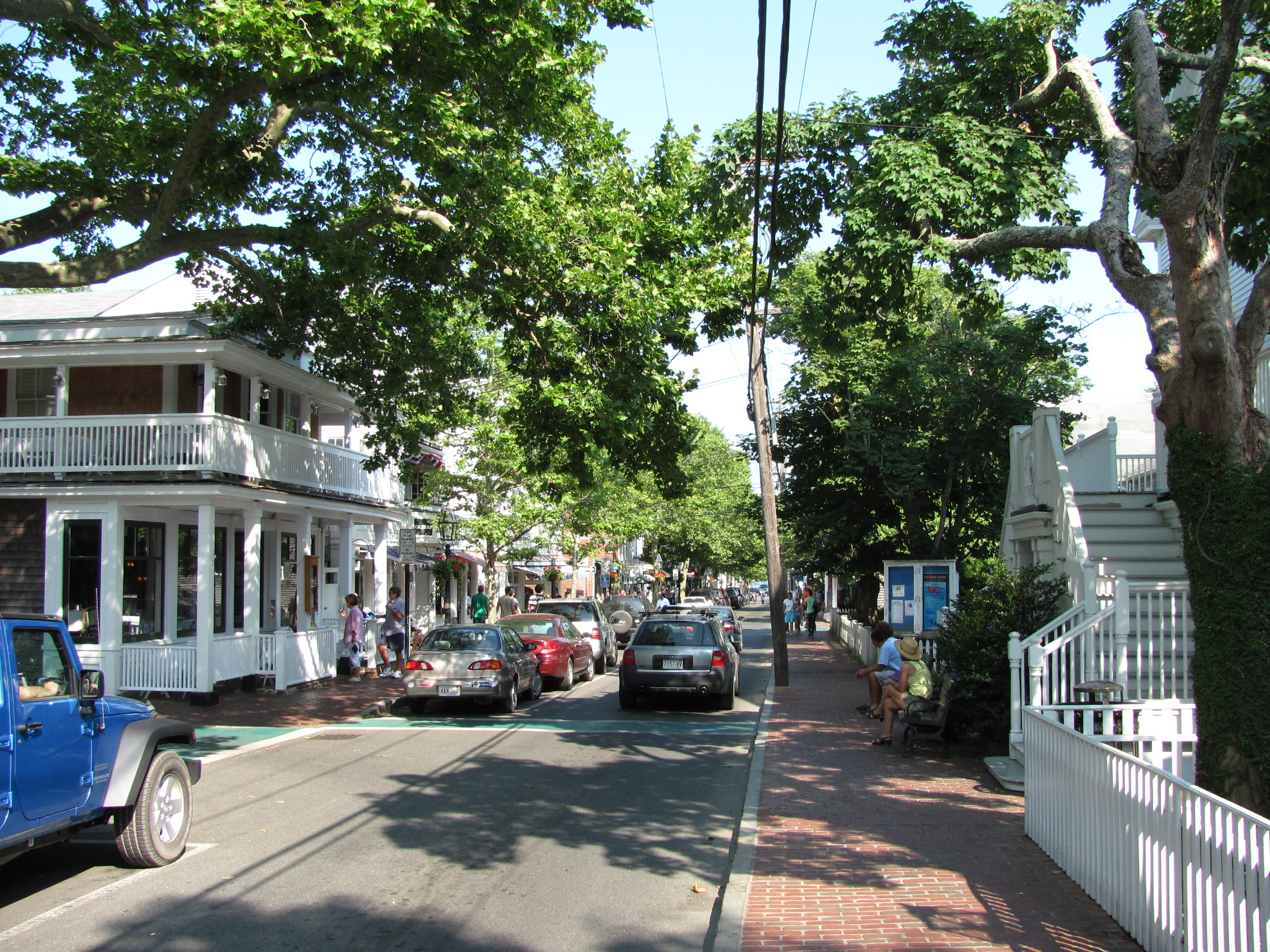
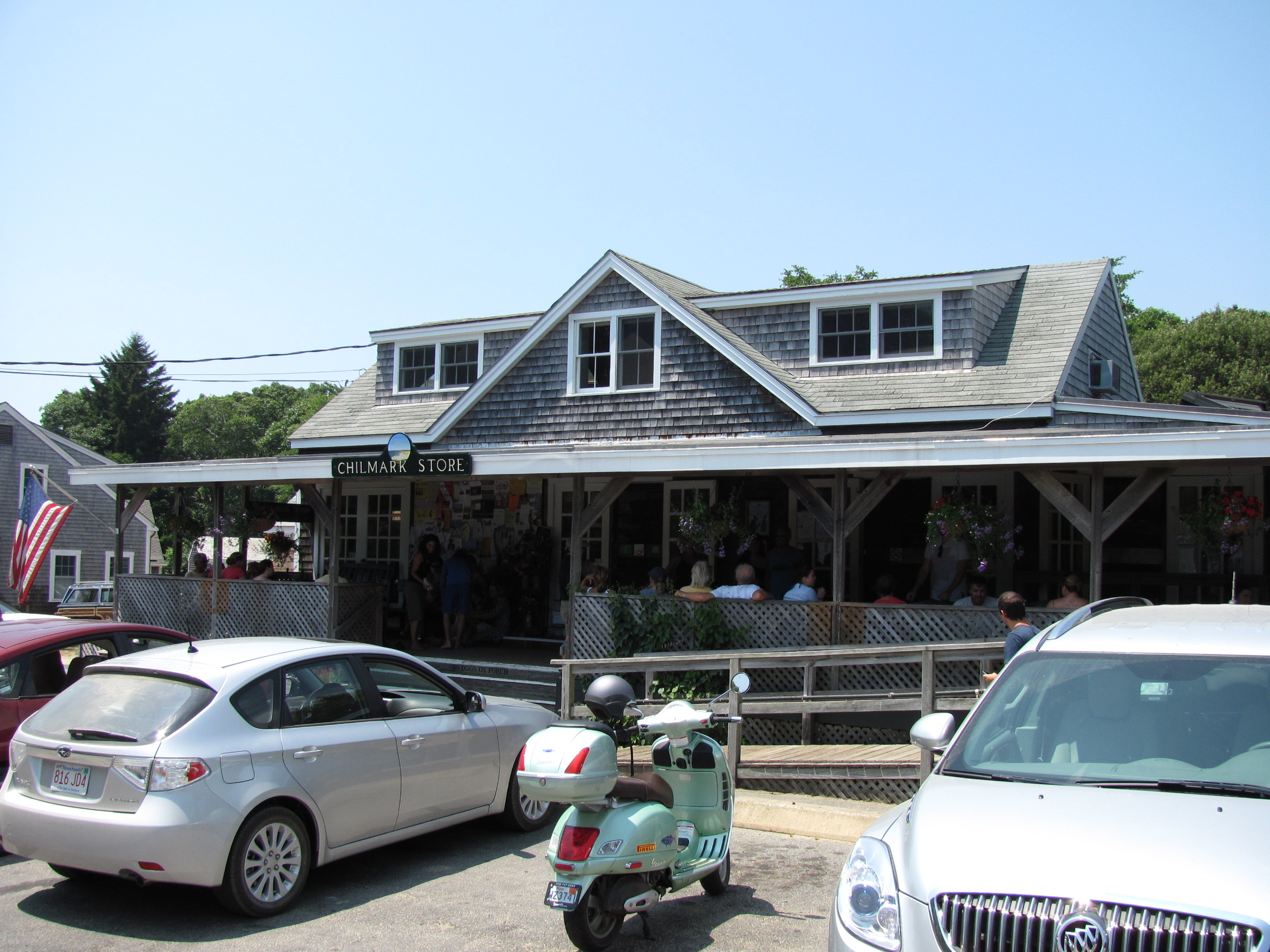

## 같이 보기
- 죠스 (영화) - 마서스비니어드가 주요 촬영지였음
- 노션 섬(Naushon Island)
- 버저드 만(Buzzards Bay)